# لووات
لووات (بالإنجليزية: Loowatt)‏ هي شركة مراحيض لاتستخدم الماء.من خلال هذه المراحيض يمكن إرسال النفايات المتجمعة فيها إلى الهاضم اللاهوائي لتوليد الغاز الحيوي.
في عام 2012 ، بدأت الشركة مشروعا تجريبيا في أنتاناناريفو، مدغشقر.
وفي يوليو 2013 ، تلقت الشركة منحة قدرها 1,269,936  دولارا امريكيا من مؤسسة بيل وميليندا غيتس لتصميم وبناء «نظام مراحيض بلا ماء لتوليد السلعة».